# 大和軍
大和軍（やまとぐん、Yamato Baseball Club）は、1937年春から1943年まで7年間活動した日本のプロ野球球団。
なお、結成時から4シーズンは名称を「イーグルス」としていたが、当球団の解散から61年後の2004年に創設されたパシフィック・リーグの東北楽天ゴールデンイーグルスとは一切無関係である。

## 球団の歴史
1937年1月18日、建設中の後楽園球場（同年9月11日竣工）に先立ち、同球場直属の職業野球部として押川清や河野安通志らにより後楽園イーグルス（こうらくえんイーグルス、Korakuen Eagles、企業名：後楽園野球倶楽部）を結成した。
フランチャイズ構想のもとに球場が球団を経営する形態をとったが、経営不振から両者の意見に相違があり1937年10月に経営関係を解消。大日本麦酒（アサヒグループホールディングスやサッポロホールディングスの前身）を率いた政界の長老・高橋龍太郎（戦後は「高橋ユニオンズ」という球団を経営していた。）がスポンサーとなり翌1938年春から球団名をイーグルス (Eagles) に改称した。
1940年9月15日の理事会で球団名を日本語に統一することが決定され、10月6日にイーグルスから黒鷲軍（くろわしぐん、Kurowashi Baseball Club）に改称したが赤字経営は変わらず、1942年のシーズン途中に鉄工所の大和工作所に譲渡され、9月12日から球団名は大和軍となった。しかし、1943年のシーズンオフに本球団は解散した。
1945年に第二次世界大戦が終わると、河野は新球団の東京カッブスを結成した。同球団は大和軍の選手が中心であり、実質的に後継と言って良い球団であった。河野は日本野球連盟会長の鈴木龍二に加盟を申請。鈴木は東京巨人軍代表の市岡忠男に打診した。しかし市岡はこれに猛反発し、その結果加盟審査に掛けられることなく葬られてしまった。河野は翌1946年1月に亡くなったが球団は存続し、これが国民リーグの結城ブレーブスへとつながっていく。

## チームの特徴
名古屋軍から移籍した日本プロ野球史上純粋な外国籍選手第1号のバッキー・ハリスが攻守に活躍。強打の高橋吉雄、剛速球投手の亀田忠、そして稀代の名一塁手・中河美芳ら人気選手が揃っていた。

## ユニフォームの変遷
イーグルス時代のユニフォーム

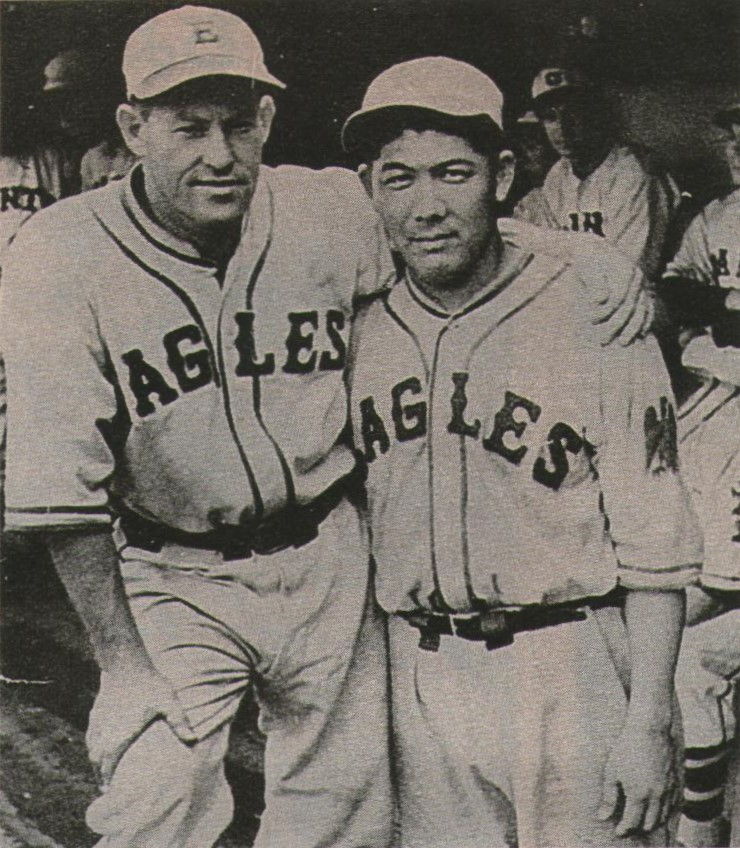
後楽園イーグルス時代のユニフォーム（バッキー・ハリスと亀田忠）

- 黒もしくは紺の無地もしくは縦じまに「EAGLES」の文字。帽子は当初はマークなし（後に「E」が入る）、左袖には鷲のマークが入る。

## 球団旗の変遷
- 藍色地に白色の菱形、その中に黒鷲。

## 球団歌
- イーグルス応援歌[1]

作詞：佐伯孝夫 作曲：深海善次
イーグルス時代に作成され、打線を「グラウンドの重爆撃機」と表現した歌詞が特徴であった。作詞者の佐伯は戦後に「輝けロビンス」および「南海ホークスの歌」を手掛けている。

## チーム成績・記録
- Aクラス・2回（1937年秋〜1938年春）
- Bクラス・7回（1937年春、1938年秋〜1943年）
- 連続Aクラス入り最長記録・2季連続（1937年秋〜1938年春）
- 連続Bクラス最長記録・6季連続（1938年秋〜1943年）
- 最下位・3回（1937年春[注釈 2]、1939年[注釈 3]、1942年[注釈 4]）
- 最多勝 46勝（1940年）
- 最多敗 68敗（1942年）
- 最多引き分け 10分け（1942年）
- 最高勝率 .596（1937年秋）
- 最低勝率 .214（1937年春）

## その他の記録
- 最小ゲーム差 10ゲーム（1938年春）
- 最大ゲーム差 43.5ゲーム（1942年）
- 最多本塁打 20本（1939年）
- 最少本塁打 5本（1937年春）
- 最高打率 .247（1937年秋）
- 最低打率 .180（1938年秋、1943年）[注釈 5]
- 最高防御率 2.24（1940年）
- 最低防御率 3.97（1937年春）

## 歴代本拠地
- 後楽園球場（1937年春〜1943年）

## 歴代監督
- 森茂雄（1937年春〜1939年途中）※1
- 山脇正治（1939年途中〜1940年途中）
- 沢東洋男（1940年途中〜同年閉幕）※2
- 杉田屋守（1941年）
- 寺内一隆（1942年開幕〜同年途中）※3
- 苅田久徳（1942年途中〜1943年）

※1 ここからイーグルス
※2 ここから黒鷲軍
※3 ここから大和軍